# Stratovarius
Stratovarius je finski power metal sastav. Ime sastava potječe od povezivanja naziva violine Stradivarius i modela gitare Stratocaster.

## Životopis
Početkom osamdesetih članovi sastava Black Water, bubnjar i pjevač Tuomo Lassila, basist John Vihervä i gitarist Staffan Stråhlman, osnovali su Stratovarius. Iste godine sastav napušta basist Vihervä i zamjenjuje ga Jyrki Lentonen iz sastava Road Block. 1985. je godina kada Staffan odlučuje napustiti sastav, a Tuomo Lassila dovodi Timoa Tolkkia (Road Block, Antidote). 
Prvi rezultat njihovog truda je izašao tek 1987. u vidu demosnimke na kojoj su se nalazile pjesme:Future Shock, Fright Night i Night Screamer. Tada dolaze do zaključka da su klavijature obavezne ako žele svirati melodični power metal. Potraga za klavijaturistom je završila kada u sastav stupa Antti Ikonen. Sljedeće, 1988. je uslijedio prvi singl Future Shock/Witch Hunt, a 1989. izlazi drugi singl Black Night/Night Screamer. U svibnju iste godine na tržištu se pojavljuje debi album, nazvan Fright Night i to za izdavaca CBS Finland. Napokon je marljiv rad ovoga sastava nagrađen izlaskom njihovog prvog albuma, ali unatoč tom velikom uspjehu Jyrki Lentonen napušta Stratovarius. 1992. i izašao je Stratovarius II no već nakon nekoliko mjeseci album dobiva novi cover i naziv - Twilight Time. Tim albumom je započeo strelovit uspon Stratovariusa na japanskom tržištu koje je zbog svoje masivnosti i zaluđenosti svime sto je brzo i melodično te nadasve dobro, postalo mnogim sastavima prvo i glavno odredište. 1994. je uslijedio treći album nazvan Dreamspace i prva turneja po Japanu. Prenatrpanu 1994. je vidio i prvi Tolkkijev solo album Classical Variations And Themes koji je upravo kako i samo ime govori, ispunjen pjesmama klasične podloge, a odsvirane su na melodičan način ovog virtuoza na gitari. Tada se dogodio vrlo važan događaj za Stratovarius, u sastav dolazi Timo Kotipelto, pjevač zbog kojeg se sastav uspio razviti do svojih maksimalnih mogućnosti. 1995. objavljen je Fourth Dimension, prodaja albuma se udvostručila, a sam zvuk Stratovariusa je postao mnogo bliži onome koji prevladava posljednjih godina. Poslije uspjeha koji je uslijedio nakon albuma u sastav dolaze dva prekaljena glazbenika te tako Timo Tolkki uspijeva u svojem naumu da stvori kultni sastav. Ovaj sastav se održao sve do danas. Prvi je Šveđanin, virtuoz na klavijaturama koji je svirao u mnogim sastavima - Jens Johansson, a drugi je Nijemac bubnjar - Jörg Michael. Kada su i oni stigli, ispunjeni su svi preduvjeti za stvaranje nečeg novoga, nečeg jako brzog i uz to melodičnog i rezultat broj jedan je album iz 1996., Episode. Kako bi sve imalo dašak simfoničnoga, korištene su po prvi put usluge zbora od četrdeset pjevača i žičanog orkestra sastavljenog od dvadeset svirača. Kasnije se to razvilo u zaštitni znak sastava i na svakome sljedećem albumu se koriste usluge orkestra i zborova. 1997. izlazi Visions. Nezaobilazno djelo u karijeri ovoga sastava, ali vjerojatno i jedan od deset najboljih albuma power metala ikada izdanih. Kako bi popratili taj album, sastav odlučuje otići na turneju po Europi, Japanu i Južnoj Americi i kao rezultat toga 1998. izlazi dvostruki live album Visions Of Europe. Iste godine, ali nešto kasnije svjetlo dana je ugledao i njihov sedmi album Destiny sa singlom SOS kojim su pokupili mnoštvo hvale i nagrada po cijelom svijetu, a u Finskoj gotovo sve sto su mogli. Ovaj album nije nadvisio svog prethodnika, ali ostaje zapamćen po nekim od najboljih pjesama koje je ovaj sastav ikada napravio. 1999. kao posljedicu toga sto je sastav promijenio izdavača, izlazi best of u vidu The Chosen Ones. 2000. je godina albuma Infinite, te je pri izradi covera je zaposlen bio nitko drugi do Derek Riggs te se ta suradnja nastavila do današnjih dana., a rezultat je jedan od najboljih covera koje je taj čovjek ikada napravio. Posljedica svega toga je da sastav uzima dupina, uz karakteristični ljiljan, kao jedan od zaštitnih znakova sastava..Uslijedili su i solo projekti dva člana Stratovriusa. Tolkki izdaje Hymn To Life, a Kotipelto Waiting For The Dawn na kojemu mu se pridružuje Jari Kainulainen. 
Nakon određene pauze, sastav odlazi u studio u ljeto 2002. i snima dovoljno materijala za dva izdanja od kojih prvo, nazvano Elements Pt.1, izlazi početkom 2003., a drugo Elements Pt.2 krajem iste godine.
U rujnu 2005. godine Stratovarius izdaje studijski album simbolično nazvan Stratovarius.
Nakon mnogih natezanja, Timo Tolkki je 2. travnja 2008. potvrdio da Stratovarius više ne postoji, odnosno da se raspao. Ostali članovi sastava se s tim nisu složili. Tolkki je popustio i prepustio im autorska prava nad imenom Stratovarius i svim pjesmama. Nedugo nakon toga, potvrđeno je da Tolkki više nije član Stratovariusa.
S novim gitaristom Matiasom Kupianenom Stratovarius je snimio albume Polaris 2009. godine te Elysium 2011. godine.
Godine 2011. potvrđeno je da Jörg Michael napušta sastav iz osobnih razloga, a posljednji koncert je odsvirao 31. siječnja 2012. u Guatemali.
20 lipnja 2012. je potvrđen novi bubnjar Rolf Pilve, s kojim je snimljen album Nemesis 2013. godine.
23. lipnja 2015. je potvrđena naslovnica, popis pjesama i datum izlaska novog albuma Eternal.

## Članovi

### Sadašnja postava
- Timo Kotipelto - vokali (1995.-)
- Jens Johansson - klavijature, klavir (1995.-)
- Matias Kupiainen - gitara (2008.-)
- Lauri Porra - bas-gitara (2005.-)
- Rolf Pilve - bubnjevi (2012.-)

### Bivši članovi
- Jörg Michael - bubnjevi (1995. – 2004., 2005. – 2012.)
- Timo Tolkki - gitara (1985. – 2008.)
- Jari Kainulainen - bas-gitara (1993. – 2005.)
- John Vihervä - bas-gitara (1982. – 1984.)
- Jyrki Lentonen - bas-gitara (1984. – 1989.)
- Jari Behm - bas-gitara (1992.)
- Antti Ikonen - klavijature (1987. – 1996.)
- Tuomo Lassila - bubnjevi (1982. – 1995.)
- Sami Kuoppamäki - bubnjevi (1994.)
- Staffan Stråhlman - gitara (1982. – 1985.)

## Diskografija
Studijski albumi
- Fright Night (1989.)
- Stratovarius II (1992., reizdan iste godine pod imenom Twilight Time)
- Dreamspace (1994.)
- Fourth Dimension (1995.)
- Episode (1996.)
- Visions (1997.)
- Destiny (1998.)
- Infinite (2000.)
- Elements Pt. 1 (2003.)
- Elements Pt. 2 (2003.)
- Stratovarius (2005.)
- Polaris (2009.)
- Elysium (2011.)
- Nemesis (2013.)
- Eternal (2015.)

Koncertni albumi
- Visions of Europe (1998.)
- Polaris Live (2010.)
- Under Flaming Winter Skies - Live in Tampere (2012.)
- Live at Wacken (2016.)

Singlovi
- "Future Shock" (1988.)
- "Black Night" (1989.)
- "Break The Ice" (1992.)
- "Wings Of Tomorrow)" (1995.)
- "Father Time (Japan)" (1996.)
- "Will the Sun Rise? (Japan)" (1996.)
- "Black Diamond (Japan)" (1997.)
- "The Kiss Of Judas (Japan)" (1997.)
- "SOS" (1998.)
- "Hunting High And Low" (2000.)
- "It's A Mystery" (2000.)
- "A Million Light Years Away" (2000.)
- "Eagleheart" (2002.)
- "I Walk To My Own Song" (2003.)
- "Maniac Dance" (2005.)
- "Deep Unknown" (2009.)
- "Darkest Hours" (2010.)
- "Unbreakable" (2013.)
- "Shine In The Dark" (2015.)
- "My Eternal Dream" (2015.)
- "Lost Without a Trace" (2015.)
- "Until the End of Days" (2016.)
- "My Eternal Dream (live)" (2017.)
- "Oblivion" (2018.)
- "Unbreakable (orchestral version)" (2018.)

Kompilacije
- The Past And Now (1997.)
- The Chosen Ones (1999.)
- Infinite Visions (DVD/VHS, 2000.)
- 14 Diamonds (2000.)
- Intermission (2001.)
- Black Diamond: The Anthology (2006.)
- Best Of (2016.)
- Enigma: Intermission 2 (2018.)

## Vanjske poveznice
- Stratovarius, službene stranice